# Jeniec: Tak daleko jak nogi poniosą
Jeniec: Tak daleko jak nogi poniosą (niem. So weit die Füße tragen) – niemiecki dramat wojenny z 2001 roku w reżyserii Hardy'ego Martinsa. Film powstał na podstawie książki Josefa Martina Bauera.

## Opis fabuły
Po II wojnie światowej niemiecki żołnierz Klemens Forell (Bernhard Betterman) trafia do sowieckiej niewoli. Zostaje zesłany na 25 lat ciężkich robót w głąb Syberii, na Przylądek Dieżniowa. Nie daje się jednak złamać nadzorującemu go bezwzględnemu podpułkownikowi Kamieniewowi (Anatolij Koteniow). Po czterech latach pracy w kopalniach udaje mu się uciec. Przebycie 14 tysięcy kilometrów przez niemal bezludną Syberię zajmuje mu trzy lata. Krok za krokiem, wciąż walcząc z bezlitosną naturą, Forell kieruje się w stronę Iranu i Turcji - jego drogi do wolności. Ale w ślad za nim podąża pościg kierowany przez Kamieniewa. Film jest osnuty na wątkach powieści Josefa Martina Bauera, opisującej autentyczne losy żołnierza Wehrmachtu, który w 1944 roku dostał się do radzieckiej niewoli, a następnie został zesłany do łagru na Syberii.

## Obsada
- Bernhard Bettermann jako Klemens Forell
- Irina Pantajewa jako Irina
- Michael Mendl jako Doktor Stauffer
- André Hennicke jako Bauknecht
- Aleksandr Jefremow jako Igor
- Igor Filczenkow jako Anastas
- Hans Peter Hallwachs jako Baudrexel
- Anna Hermann jako Lieschen
- Anatolij Kotieniow jako Kamieniew